# Kolopterna salina
Kolopterna salina är en stekelart som beskrevs av Graham 1987. Kolopterna salina ingår i släktet Kolopterna och familjen finglanssteklar. Inga underarter finns listade i Catalogue of Life.